# Харьковский практический технологический институт
Харьковский практический технологический институт — высшее техническое учебное заведение Российской империи.  

## История
27 сентября 1885 года в Харькове был открыт Практический технологический институт, который стал вторым технологическим институтом в Российской империи после Санкт-Петербургского института.
Решение об открытии института было принято ещё в 1870-х годах. 30 января 1871 года собрание Харьковского городского общества обсудило вопрос о строительстве технологического института; было решено пожертвовать из средств общества на его организацию и покупку земли 50 тысяч рублей. Обязанности по наблюдению за ведением постройки института возложены на Харьковский строительный комитет. Первоначально предполагалось построить семь корпусов: пять — для аудиторий, лабораторий и мастерских; один — под квартиры для служащих и один — для газового завода. В начале 1877 года построили химическую и физико-химическую лаборатории, механическую мастерскую и газовый завод. Главный аудиторный корпус института был построен по проекту архитектора Р. Р. фон Генрихсена. Корпус выполнен из кирпича. Форма корпуса — прямоугольная, с двумя внутренними двориками.
Высочайшее повеление об открытии института подписано 16 апреля 1885 года. Был принят Устав института, который, в частности, определял общую численность студентов в 500 человек и набор на первый курс, который не должен был превышать 125 мест.
3 июля 1885 года директором института был назначен профессор Санкт-Петербургского практического технологического института В. Л. Кирпичёв, впоследствии ставший также основателем Киевского политехнического института (1898–1902). В сентябре 1905 года первым выборным директором института стал профессор П. М. Мухачёв, который оставался в этой должности до 1917 года.
В воскресенье, 27-го сентября 1885 года, состоялось официальное открытие института. К обучению первокурсников (75 студентов механического и 40 студентов химического отделений) приступили 10 профессоров и 7 адъюнкт-профессоров.
Список преподавателей института (1885), выглядел так: директор – профессор механики; адъюнкт-профессор физики; адъюнкт-профессор химии; священник (читает Закон Божий); преподаватель черчения и начертательной геометрии; преподаватель аналитической геометрии; преподаватель дифференциального и интегрального исчисления; преподаватели русского и иностранных языков.
Согласно Уставу института, независимо от перечисленных дисциплин, в состав учебного курса также входили практические занятия, проводимые как в мастерских и лабораториях института, так и на фабриках, заводах, строительстве. В институте была организована механическая лаборатория. Учебный процесс сочетал теоретическую подготовку с лабораторными занятиями и производственной практикой. 
Преподавательский состав института входили известные профессора: по механике — Д. С. Зернов, В. И. Альбицкий (издавший чертежи деталей-машин и по проектированию), А. В. Гречанинов, А. И. Предтеченский (печатный курс паровых котлов), П. М. Мухачев (механик-технолог); по постройке машин Ос. Ос. Сонгин, известный своими строительными работами, А. П. Лидов — по химической технологии («Химическая технология волокнистых веществ» и «Руководство к химическому исследованию жиров и восков»), К. Я. Зворыкин — знаток мукомольного дела и автор исследования о сопротивлении стружки при резке металлов, отмеченного большой медалью имени императора Николая II Императорского Русского технического общества.
В Харьковском технологическом институте с момента его основания адъюнкт-профессор физики, коллежский советник А. К. Погорелко, помимо общей физики (1885), читал предметы: «Термодинамика» и «Механическая теория теплоты» (1885–1903).
В 1898 году в связи с углублением теоретического образования Харьковский практический технологический институт был переименован в «Технологический институт императора Александра III».
К 1 января 1899 года на общем курсе института обучалось 437 студентов, на химическом отделении — 84 студента, на механическом — 290 студентов.
Харьковский практический технологический институт был наделён правом присваивать звание инженера-технолога, как лучшим студентам, успешно прошедшим курс наук в институте, так и сторонним лицам после прохождения установленных экзаменов, при условии представления ими свидетельства о получении образования, дающего право на поступление в институт.
После революции институт стал именоваться Харьковский политехнический институт.